# Brausenwerth

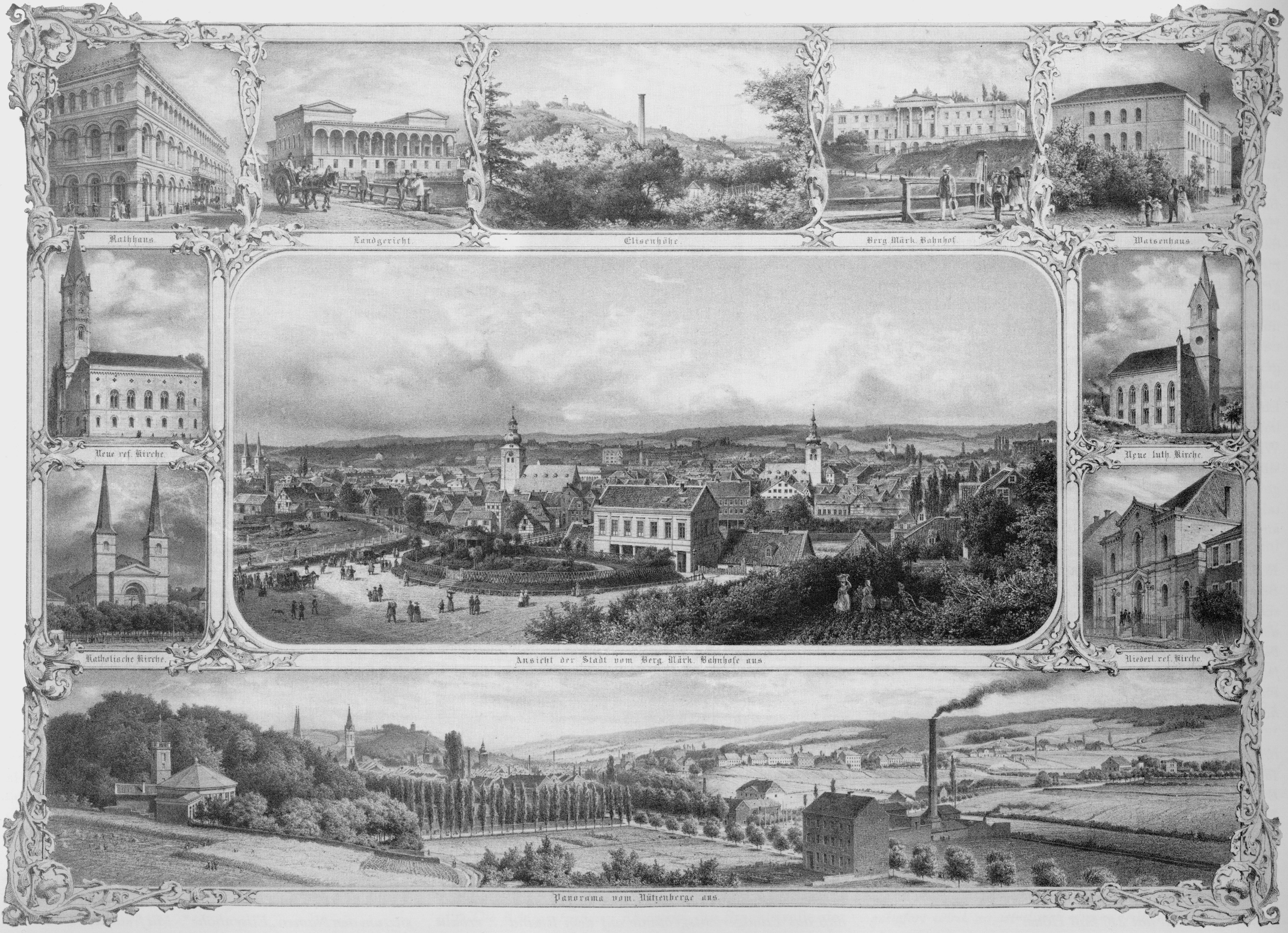
Brausenwerth um 1855 (mittlere Ansicht), Lithographie von Wilhelm Riefstahl

Der Brausenwerth ist eine Flussinsel der Wupper und eine historische Ortsbezeichnung im Wuppertaler Stadtteil Elberfeld und bezeichnet im Allgemeinen den Brausenwerther Platz. „Braus“ ist der Name einer Familie, die schon 1598 hier ansässig war, und Werth bedeutet Flussinsel. Diese Insel ist ähnlich wie die Gerichtsinsel im Stadtbild überbaut, so dass sie als Insel nicht wahrnehmbar ist. Der Nebenarm wird als „Altgraben“ bezeichnet. Der Altgraben teilt sich bei der Schwebebahn-Station Kluse ab und fließt südlich entlang der Ausläufer der Wuppertaler Südhöhen, bis er unterhalb der Schwebebahn-Station Döppersberg sich wieder mit der Wupper vereinigt. Die Wupper fließt in einem größeren Bogen nördlich.
Im Rahmen des Umbaues des Verkehrsknotenpunkt Döppersberg wurde der südliche, unterirdisch verlaufende Arm der Wupper – auch als Flutgraben bezeichnet – verfüllt.

## Brausenwerther Platz

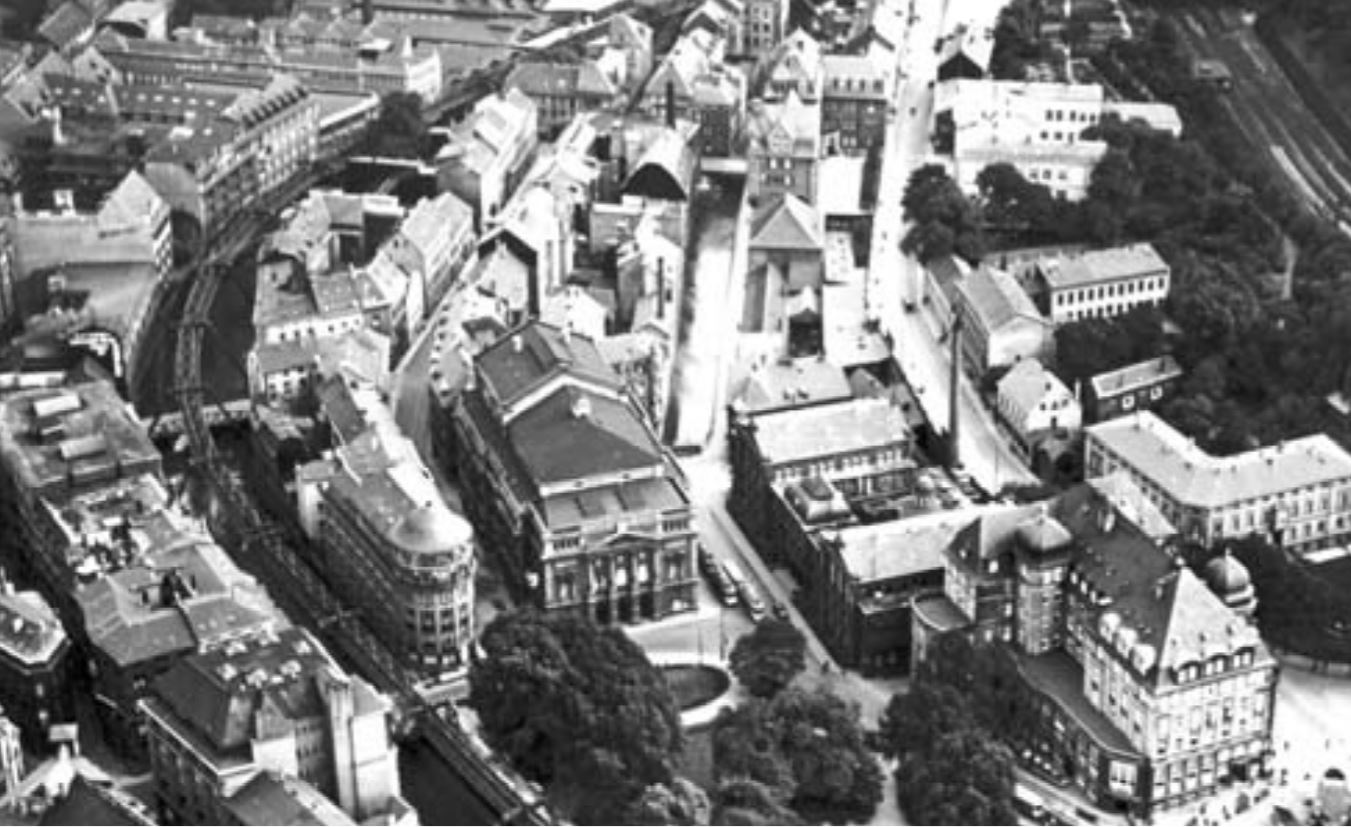
Brausenwerther Platz, Luftaufnahme von 1928

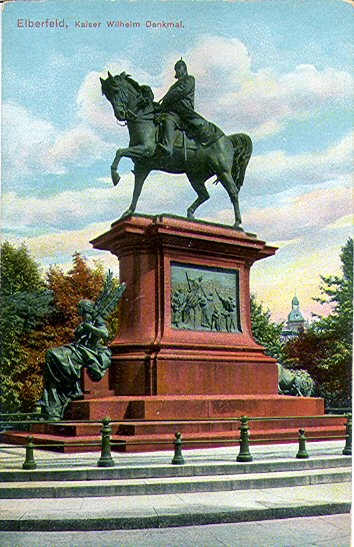
Gustav Eberleins Kaiser-Wilhelm-Denkmal von 1893 auf dem Brausenwerther Platz, das die Artverwandtschaft zum Reiterdenkmal des Herzogs Ernst II. in Coburg nicht verleugnen konnte.

Der ehemalige Brausenwerther Platz mit seinen umstehenden Gebäuden wurde 1943 bei den Luftangriffen auf Wuppertal im Zweiten Weltkrieg erheblich zerstört, darunter die Badeanstalt Brausenwerth, das Stadttheater am Brausenwerth, das Hotel Kaiserhof und das Hotel Europäischer Hof. Das auf dem Brausenwerther Platz 1893 aufgestellte Kaiser-Wilhelm-Denkmal von Gustav Eberlein bestand hier bis 1937.
Im Zuge der Neugestaltung der Talachse und des Ausbaus der Bundesstraße 7 (B 7) verschwand der Platz, der östlich des heutigen Verkehrsknotenpunkts Döppersberg lag. Nach einem Beschluss vom 22. November 1960 fiel der Name Brausenwerth fort und wurde durchgängig durch Bundesallee ersetzt.
Zur weiteren Geschichte, siehe Döppersberg

## Brausenwerther Straße, Gasse und Brücke
Es gab auch eine am 23. September 1864 benannte Brausenwerther Straße, die von der Hofaue bis zum Brausenwerther Platz führte. Sie wurde am 8. April 1968 in die Morianstraße einbezogen. Über die Brausenwerther Brücke überspannt die Morianstraße die Wupper und führt zum Döppersberg. Die kleine Brausenwerther Gasse, die von der Hofaue in einen Innenhof führt, kam am 25. März 1987 zu ihrem Namen.